# ألفونسو فيدال
ألفونسو فيدال (21 سبتمبر 1953 ألكوي إسبانيا - ) هو لاعب كرة قدم إسباني، يلعب كحارس مرمى.